# Hemigraphis ciliata
Hemigraphis ciliata är en akantusväxtart som beskrevs av Spencer Le Marchant Moore. Hemigraphis ciliata ingår i släktet Hemigraphis och familjen akantusväxter. Inga underarter finns listade i Catalogue of Life.